# Futanari

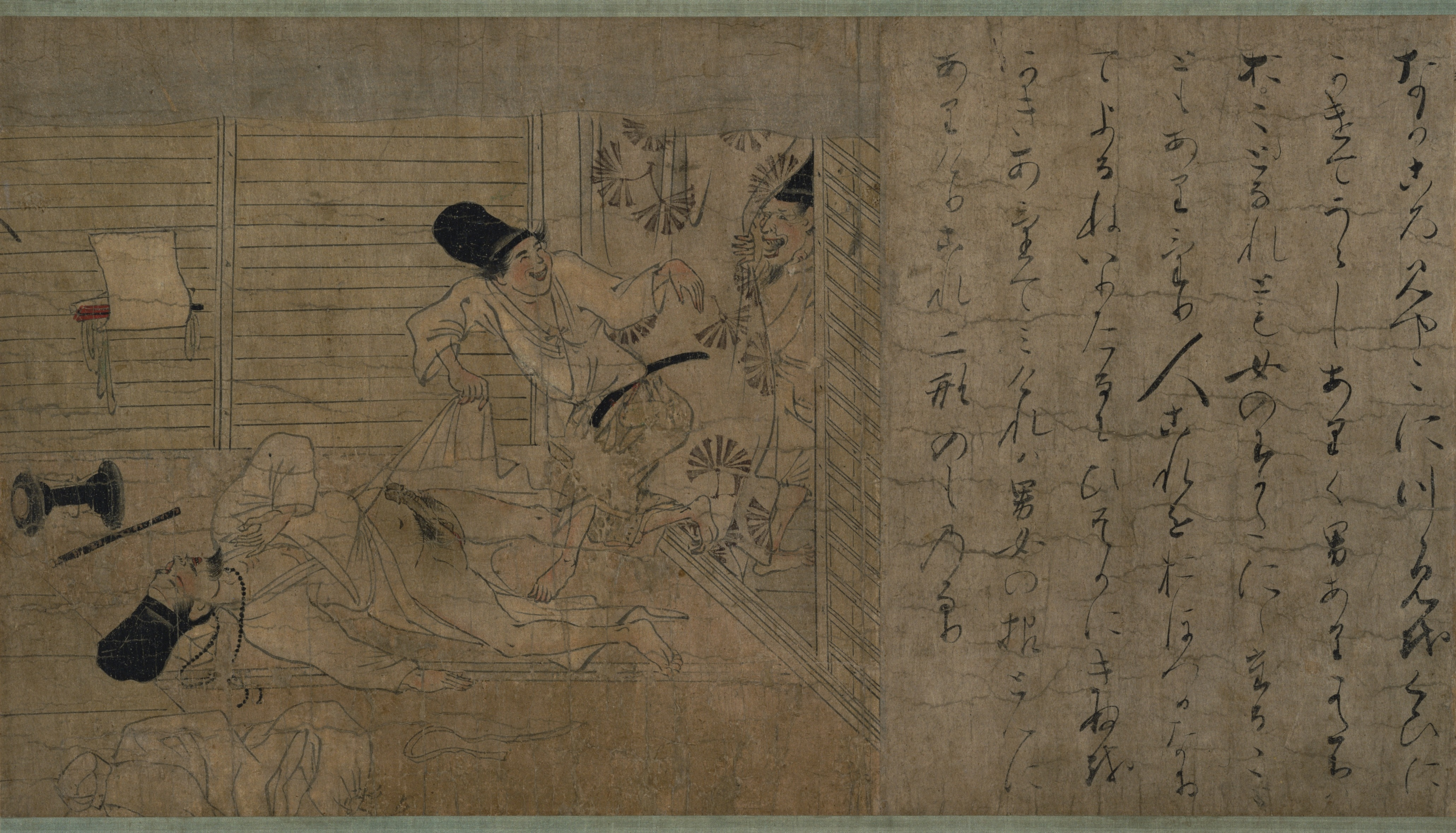
Futanari w zwoju chorób (病草紙, Yamai no sōshi)

Futanari (jap. ふたなり, pol. dosł. podwójna forma, inny zapis: 二成, 双成, 二形) – termin ten odnosi się do osoby posiadającej dwie formy, zwłaszcza do tzw. androgynii bądź hermafrodytów, gdzie jedna osoba posiada zarówno męskie, jak i żeńskie narządy płciowe. Termin ten jest również używany do opisania pornograficznego gatunku (hentai) gier komputerowych zwanych eroge, mang i anime, w których postacie mają zarówno żeńskie, jak i męskie genitalia.
Określenie „futanari” jest dziś używane prawie wyłącznie w odniesieniu do osób o kobiecej twarzy i sylwetce.

## Pochodzenie
Podobnie jak w wielu innych kulturach, w japońskich wierzeniach ludowych powstały różne fantazje dotyczące cech płciowych. W tradycyjnych pieśniach pojawiają się przesłanki nie wykluczające zmiany płci, a także kult płci jako symbolizacji bóstw – dōsojin, których płeć nie zawsze była jednoznacznie określona.

## Początki

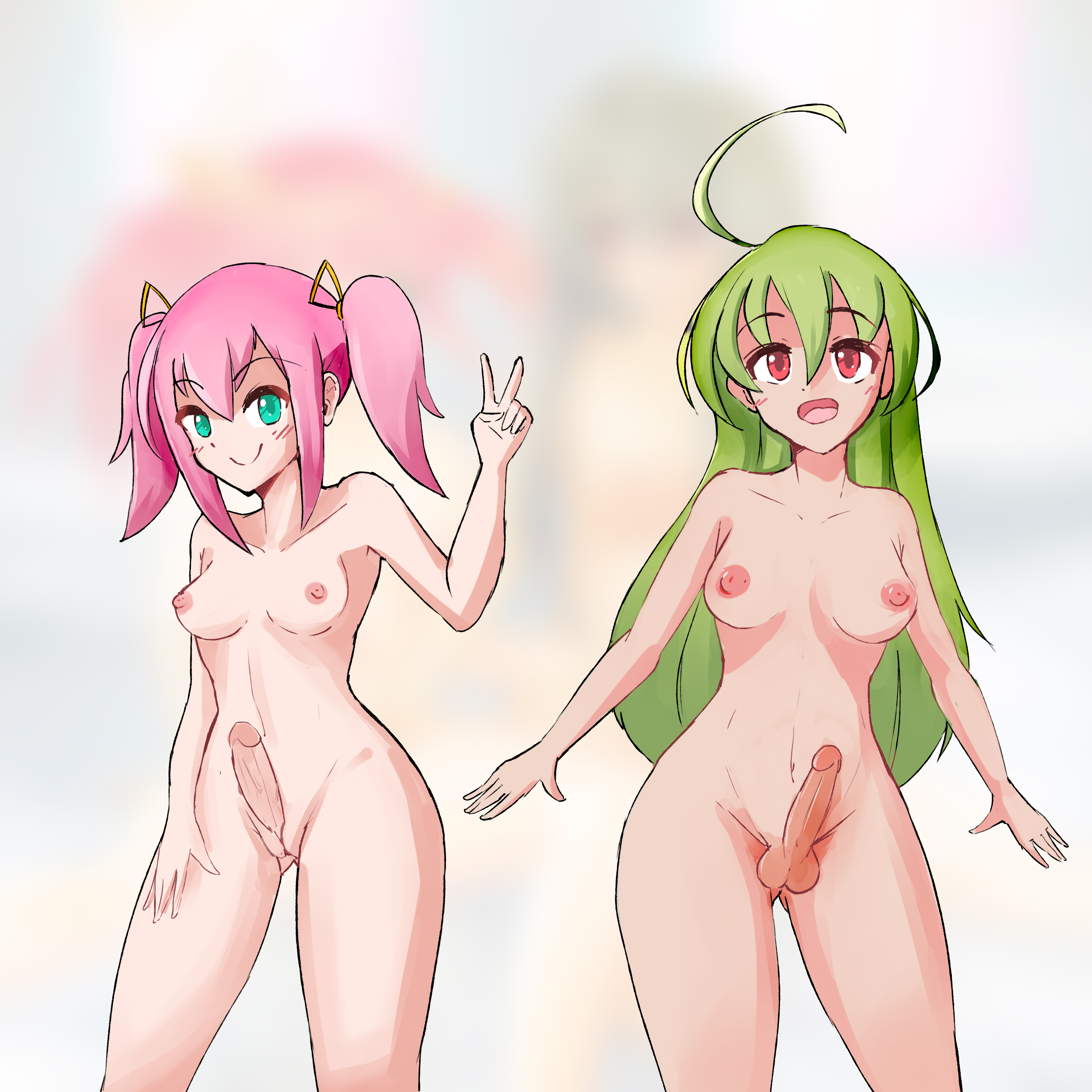
Jest to przykładowa ilustracja dwóch najpopularniejszych wariantów futanari, bez jąder (po lewej) i z jądrami (po prawej)

Pierwotnie w języku japońskim prawdziwa osoba lub postać o cechach zarówno męskich, jak i żeńskich była nazywana futanari. Zmieniło się to w latach 90., gdy rysowane postacie futanari stały się bardziej popularne w anime i mandze. Obecnie termin ten ogólnie odnosi się do fikcyjnych (narysowanych) żeńskich postaci interseksualnych. Futanari jest również używane jako specyficzny termin gatunkowy dla mediów związanych z hentai (pornograficzne anime i manga) przedstawiających takie postacie. Gatunek ten zyskał również popularność w latach 90. i szybko przeszedł od specyficznego hobby pojedynczych fanów do popularnego zjawiska masowego.

## Produkcja
Według Jasona Thompsona, manga „Hot Tails” jest prawdopodobnie najbardziej znanym dziełem futanari dla zachodnich czytelników, ponieważ była szeroko dystrybuowana w USA i Europie.
W grze komputerowej „Nier” postać Kainé została uznana za hermafrodytę, co zostało potwierdzone przez producenta. Według niego jest to interesujący aspekt postaci i może wyjaśniać jej nietypowe zachowanie. Postacie futanari są znacznie bardziej rozpowszechnione w eroge. Jednak te formy gier komputerowych rzadko docierają do zagranicznych graczy, ponieważ wysiłek związany z tłumaczeniem jest zbyt duży dla wydawców w porównaniu do anime i mangi. W rezultacie tłumaczenia są sporadyczne ze względu na związane z nimi ryzyko finansowe.
Oprócz mang, anime i gier istnieją również filmy pornograficzne z udziałem futanari w roli głównej. Aktorami są zazwyczaj kobiety wyposażone w sztucznego penisa, który wygląda tak realistycznie, jak to tylko możliwe.